# Cincinnatus (Nueva York)
Cincinnatus es un pueblo ubicado en el condado de Cortland en el estado estadounidense de Nueva York. En el año 2000 tenía una población de 1.051 habitantes y una densidad poblacional de 15.9 personas por km².

## Historia
El pueblo fue formado en 1804.

## Geografía
Cincinnatus se encuentra ubicado en las coordenadas 42°31′52″N 75°55′44″O / 42.53111, -75.92889.

## Demografía
Según la Oficina del Censo en 2000 los ingresos medios por hogar en la localidad eran de $37,014, y los ingresos medios por familia eran $44,375. Los hombres tenían unos ingresos medios de $27,222 frente a los $21,304 para las mujeres. La renta per cápita para la localidad era de $18,345. Alrededor del 7.3% de la población estaban por debajo del umbral de pobreza.